# RisiKo! Digital
RisiKo! Digital è un videogioco che simula il gioco da tavolo RisiKo!, l'unica trasposizione ufficiale del sistema di regole italiano, edita da Editrice Giochi nel 2002 per Windows.

## Storia
È stato lanciato il 7 dicembre 2002 da Editrice Giochi e sviluppato in collaborazione con Fi-System. La prima versione su supporto CD-ROM è stand-alone, per giocatore singolo o multiplayer online. Nel 2006 è stato sostituito da RisiKo! Digital 2, versione flash multiplayer online, sviluppata da Kalicanthus Entertainment e pubblicata su Kalicanthus.it e su TGM Online. Nel luglio 2012 questa versione è stata sostituita da RisiKo! Digital 3, disponibile in multipiattaforma, con un client per Windows e Mac, un'app per iOS e Android o via browser su Facebook.

## Modalità di gioco
La plancia è molto simile nell'aspetto a quella del gioco da tavolo, ma è possibile attivare colorazioni alternative dei territori, ad esempio in base al possessore.
Nella modalità giocatore singolo offline della prima versione è possibile affrontare tre avversari computerizzati, con diverse intelligenze artificiali selezionabili, in partite con obiettivi tradizionali oppure con regole da torneo.
Nelle versioni online è possibile giocare gratis per un periodo di tempo limitato a 15 giorni oppure abbonarsi per 1, 3 o 12 mesi.
Le modalità di gioco e le relative stanze sono le seguenti (da notare che le uniche stanze aperte a giocatori non accreditati sono la Digital e la Prestige):
- Digital = stanza e modalità di gioco con partite a 4 giocatori, ognuno con 25 minuti a disposizione (durata circa un'ora).
- UltraDigital = stanza e modalità di gioco con partite a 4 giocatori, ognuno con 25 minuti a disposizione e sdadata[3] finale (durata circa 45 minuti), riservata ai giocatori accreditati .
- Prestige = stanza e modalità di gioco con partite da 3 a 6 giocatori con numero di turni variabili (da 15 a 50) e sdadata finale (durata da 60 a 90 minuti circa).
- Prestigious = stanza e modalità di gioco con partite a 4 giocatori, con numero di turni variabili (da 30 a 50). Ogni giocatore possiede 3 minuti per effettuare ciascun turno, allo scadere, il computer prende il suo posto e agisce come se il giocatore fosse disconnesso, riservata ai giocatori accreditati .
- Challenge = è la stanza tornei ufficiali della modalità Digital, riservata ai giocatori accreditati .
- Trestige / Pr3stige = è la stanza della modalità Prestige a 3 giocatori con numero di turni variabili (da 15 a 50), riservata ai giocatori accreditati .
- PrestiChallenge = è la stanza tornei ufficiali della modalità Prestigious, ma con 40 turni di gioco, riservata ai giocatori accreditati .

Il regolamento applicato non è quello del RisiKo! classico bensì quello utilizzato per il Campionato Nazionale (vince chi totalizza più punti; i punti sono quelli dei territori nel proprio obiettivo segreto) così come pubblicato dall'editore nell'ultima versione di RisiKo! Challenge.
Il portale di gioco offre anche la possibilità di partecipare a due tornei, che si giocano mensilmente alternandosi, che sono validi per selezionare un certo numero di partecipanti al Campionato nazionale di Risiko! in presenza, tali tornei si giocano nelle stanze Challenge e PrestiChallenge. Per partecipare a tali tornei è necessario accreditarsi e quindi occorre prima conoscere e approvare il Regolamento.